# Санлукар-де-Гвадіана
Санлукар-де-Гвадіана (ісп. Sanlúcar de Guadiana) — муніципалітет в Іспанії, у складі автономної спільноти Андалусія, у провінції Уельва. Населення — 408 осіб (2010).

## Географія
Муніципалітет розташований на португальсько-іспанському кордоні.
Муніципалітет розташований на відстані близько 460 км на південний захід від Мадрида, 50 км на північний захід від Уельви.

## Демографія
Динаміка населення (INE ):

## Галерея зображень

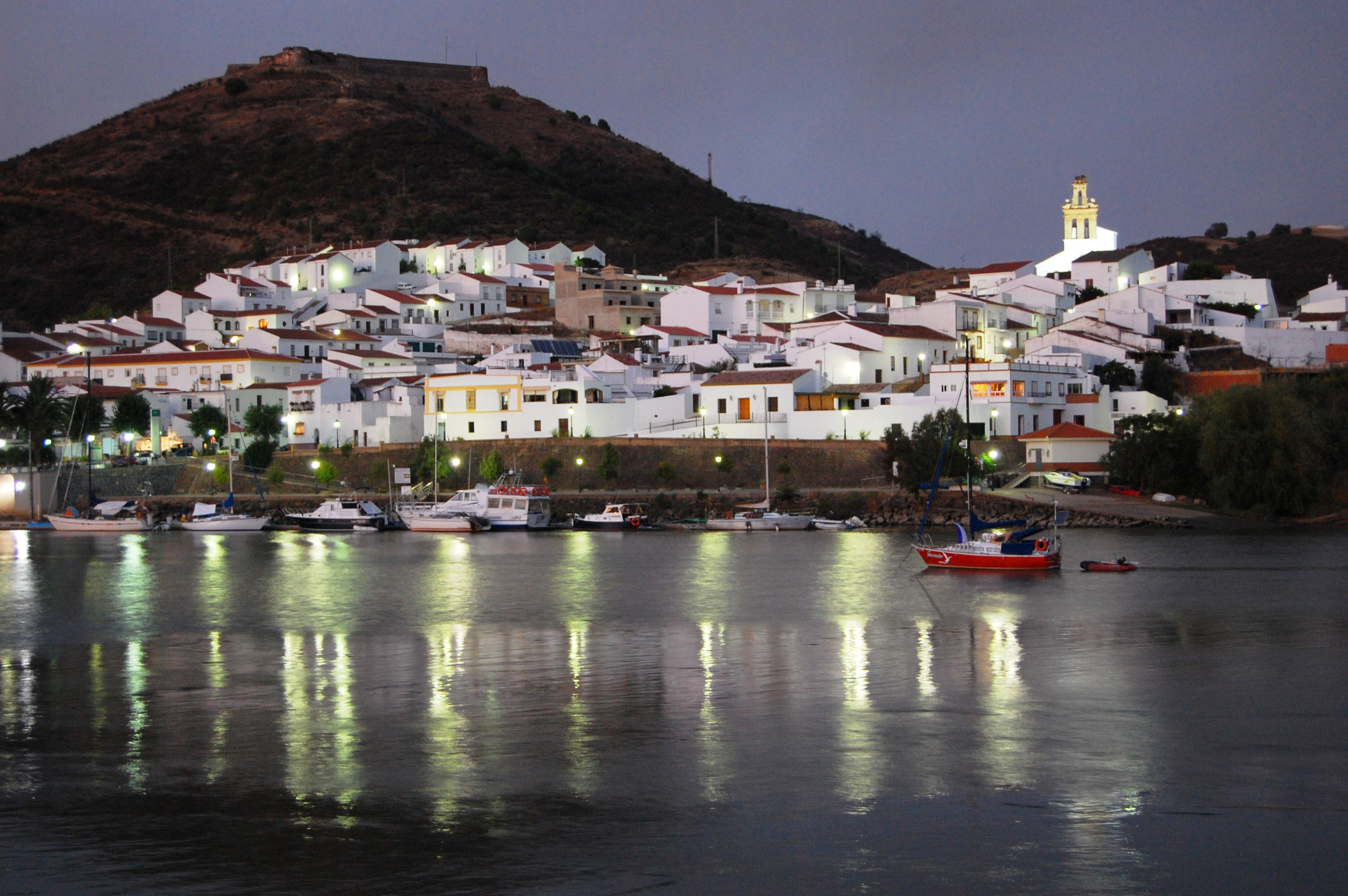
Санлукар-де-Гвадіана, вид з річки Гвадіана